# Race On
Race On – gra komputerowa wyprodukowana przez SimBin Studios i wydana przez Viva Media, Kalypso, SimBin Studios oraz Zoo Corporation w 2009 roku na PC.

## Rozrywka
Race On jest grą z gatunku symulatorów wyścigów. W grze odwzorowany został sezon 2008 WTCC oraz seria m.in. Formuła Master, Swedish Touring Car Championship oraz te zawarte w STCC The Game i Race ’07: The WTCC Game oraz cała ich pozostała zawartość. W grze dostępnych jest 39 samochodów oraz 30 tras. Gra jest kompatybilna z GTR Evolution a użytkownicy Race '07: The WTCC Game mogli zaktualizować swoją grę.
W grze zawarto także tryb gry wieloosobowej.